# Fidžijský dolar
Fidžijský dolar je zákonným platidlem pacifického státu Fidži. Název „dolar“ má fidžijská měna společný s měnami několika dalších států, které lze zařadit do skupiny zemí s angloamerickou historií a kulturou. Značka pro dolar je $, ale pro rozlišení od jiných měn se před tento znak dávají písmena FJ (FJ$). ISO 4217 kód fidžijské měny je FJD. Jedna setina dolaru se nazývá „cent“. Do oběhu se fidžijský dolar dostal 13. ledna 1969, kdy nahradil fidžijskou libru.

## Mince a bankovky
Dne 16. srpna 2005 ministr financí Ratu Jone Kubuabola oznámil, že kabinet schválil zavedení $ 100 bankovky a stažení 1 a 2 centových mincí, protože náklady na ražbu překročily nominální hodnotu. Kubuabola řekl, že 100 $ bankovka bude měřit 156 x 67 mm, ostatní bankovky jsou odstupňované po 5 mm směrem k nejnižším bankovkám nominální hodnoty. Portrét královny Alžběty II. zůstane na všech bankovkách. To dodal, zřejmě v odpovědi na volání některých politiků k odstranění portrétu královny po 18 letech od vyhlášení republiky. Fidži je však v současnosti členem Společenství, a královna Alžběta II. je uznávaná jako hlavní velitel Velké rady náčelníků Fidži.
V roce 2009 se dostaly do oběhu nové mince v nominálních hodnotách 5, 10, 20 a 50 centů a 1 dolar. Staré mince odvozené z australské standardní velikosti byly staženy z oběhu. Reformované mince byly zavedeny, aby ušetřily výrobní náklady. Dne 2. března 2011 bylo oznámeno, že Fidži odstraní portrét královny ze svých mincí a bankovek, místo toho se na bankovkách objeví místní flora a fauna. Odstranění portrétu královny bylo vnímáno jako odplata za v té době platné fidžijské suspendování ze Společenství. Tento nový set byl odhalen dne 12. prosince 2012 a vydán dne 2. ledna 2013. Bankovka o nominálu 2 dolary byla nahrazena mincí.

### Motivy
Nejaktuálnější série mincí a bankovek nese na lícní straně motivy místní fauny a flory.
Mince:
- 5 centů - ryba Siganus uspi
- 10 centů - kaloň Mirimiri acrodonta
- 20 centů - pták Prosopeia splendens
- 50 centů - ryba Cheilinus undulatus
- 1 dolar - leguán Brachylophus fasciatus
- 2 dolary - pták Peregrine falcon

Bankovky:
- 5 dolarů - pták Charmosyna amabilis
- 10 dolarů - ryba Redigobius leveri
- 20 dolarů - pták Pseudobulweria macgillivrayi
- 50 dolarů - rostlina Medinilla waterhousei
- 100 dolarů - hmyz Nanai